# José Casares Gil
José Casares Gil (Santiago de Compostel·la, 10 de març de 1866 - Santiago de Compostel·la, 21 de març de 1961) fou un químic espanyol.

## Biografia
Era fill d'Antonio Casares, catedràtic de química en la Universitat de Santiago de Compostel·la. Es va llicenciar en farmàcia a aquesta mateixa universitat en 1884, i en química l'any 1886 a la Universitat de Salamanca. El càrrec de son pare i el fet que el seu tio Ramón Gil fos catedràtic de física en la mateixa universitat van facilitar el seu accés a laboratoris i gabinets, en els quals va dedicar una especial afició a l'òptica.
Als 22 anys va obtindre per oposició la càtedra acabada de crear de Tècnica física i anàlisi química en la Facultat de Farmàcia de la Universitat de Barcelona, càrrec que va exercir diversos anys, i on fou degà (1900-05).
En la formació de Casares van influir notablement els seus viatges d'estudi a l'estranger. El primer d'ells va tindre lloc el 1896 a Alemanya, on va treballar amb Adolf von Baeyer. Casares va estudiar el complex món de la florent química alemanya i prendre contacte amb les noves teories de Friederich August Kekulé. En un nou viatge a Múnic, dos anys després, va treballar amb F. K. Johannes Thiele sobre l'estirol i amb Franz Ritter von Soxhlet en mètodes analítics d'interès per a l'agricultura.
Les seves experiències a Alemanya van inspirar el discurs inaugural del curs 1900-1901 a la Universitat de Barcelona, amb el qual va pretendre, i va aconseguir, cridar l'atenció de l'administració cap a la necessitat modernitzar l'ensenyança i pràctica de la química a Espanya. Discursos i gestions posteriors de col·legues de distintes universitats van abundar en el mateix tema i van contribuir a crear un clima propici al canvi.
El 1902 va viatjar pels Estats Units durant dotze mesos, estada que li va defraudar perquè va trobar l'ensenyança superior a un nivell més davall que a Europa. A banda de records personals, el coneixement d'Alexander Smidt va ser considerat per Casares com el balanç més positiu.
L'any 1905 es va traslladar a la Universitat de Madrid on va romandre fins a la seva jubilació el 1936. Conclosa la Guerra civil, va reprendre les seves tasques investigadores, que va exercir fins a edat molt avançada. Al traslladar-se a Madrid el 1905 va ser elegit senador per la Universitat de Santiago de Compostel·la, càrrec que ostentaria fins a 1919.
En la seva vellesa, Casares considerava que la seva actuació política l'havia apartat en excés del seu treball com a professional. Va tornar a treballar un any a Alemanya, el 1920, en aquesta ocasió amb Richard Willstätter. Els altres dos viatges transatlàntics que encara va realitzar van tindre un altre caire: el primer d'ells, a Sud-amèrica i Amèrica central el 1924, va tenir com a objecte donar una sèrie de lliçons i conferències en distints països, de les que va eixir enrobustit el seu ja sòlid prestigi; en el segon, als Estats Units i el Canadà, va estar al capdavant d'una comissió designada per la Junta Constructora de la Ciutat Universitària de Madrid.
D'acord amb la seva pròpia trajectòria, Casares va ser un decidit defensor de l'ajuda estatal per a facilitar l'especialització en l'estranger de professors i alumnes. En esta línia, va ser també un impulsor del coneixement d'idiomes per als que es dedicaren a la investigació o a la docència científiques. També va ser un dels fundadors de la Societat Espanyola de Física i Química. De tot això es deduïx ja una de les principals contribucions de Casares: l'esforç per aconseguir la modernització de les estructures relacionades amb les ciències experimentals.
Va ser elegit acadèmic el 1911 de la Reial Acadèmia de Ciències Exactes, Físiques i Naturals. Designat president de l'Acadèmia el 24 de gener de 1940, va ocupar el càrrec fins a l'11 de juny de 1958.

## Obra
Pel que fa a la seva activitat investigadora, la seva labor no va ser molt extensa. D'un total de 74 títols, 17 són llibres de text, incloent-hi en esta xifra les reedicions; 36 són conferències i escrits de divulgació, entre ells diverses biografies de científics, i 20 són treballs d'investigació. El grup de treballs més important és el que té per tema el fluor (cinc títols), que van significar un notable progrés en les tècniques de determinació d'aquest element químic. Altres treballs dedicats a l'àcid naftàlic i a l'àcid tiosulfúric estan firmats en col·laboració, per no correspondre a l'atenció preferent de Casares.
L'autèntica importància de Casares se centra en la seva labor pedagògica i així pareixen demostrar-ho les abundants reedicions dels seus textos, sempre revisades per l'autor per a incorporar les novetats de major interès. De fet, són diverses les generacions de químics i farmacèutics que han aprés l'anàlisi química en les obres de Casares.

### Obres
- Elementos de análisis químico cualitativo mineral, Barcelona, Ed. España y Cía. 1897
- Tratado de Química elemental y nociones de análisis cualitativo mineral, Madrid, Impr. Eduardo Arias. 1917.
- Tratado de Técnica Física, Madrid, 4ª ed. Vda. e Hijos de Tella. 1932
- Tratado de Análisis Químico. Tomo I. Cualitativo mineral, Madrid 4ª ed. Impr. Góngora. 1933
- Tratado de Análisis Químico. Tomo II. Análisis cuantitativo, Madrid 4ª ed. Impr. Góngora. 1935